# Stage diving

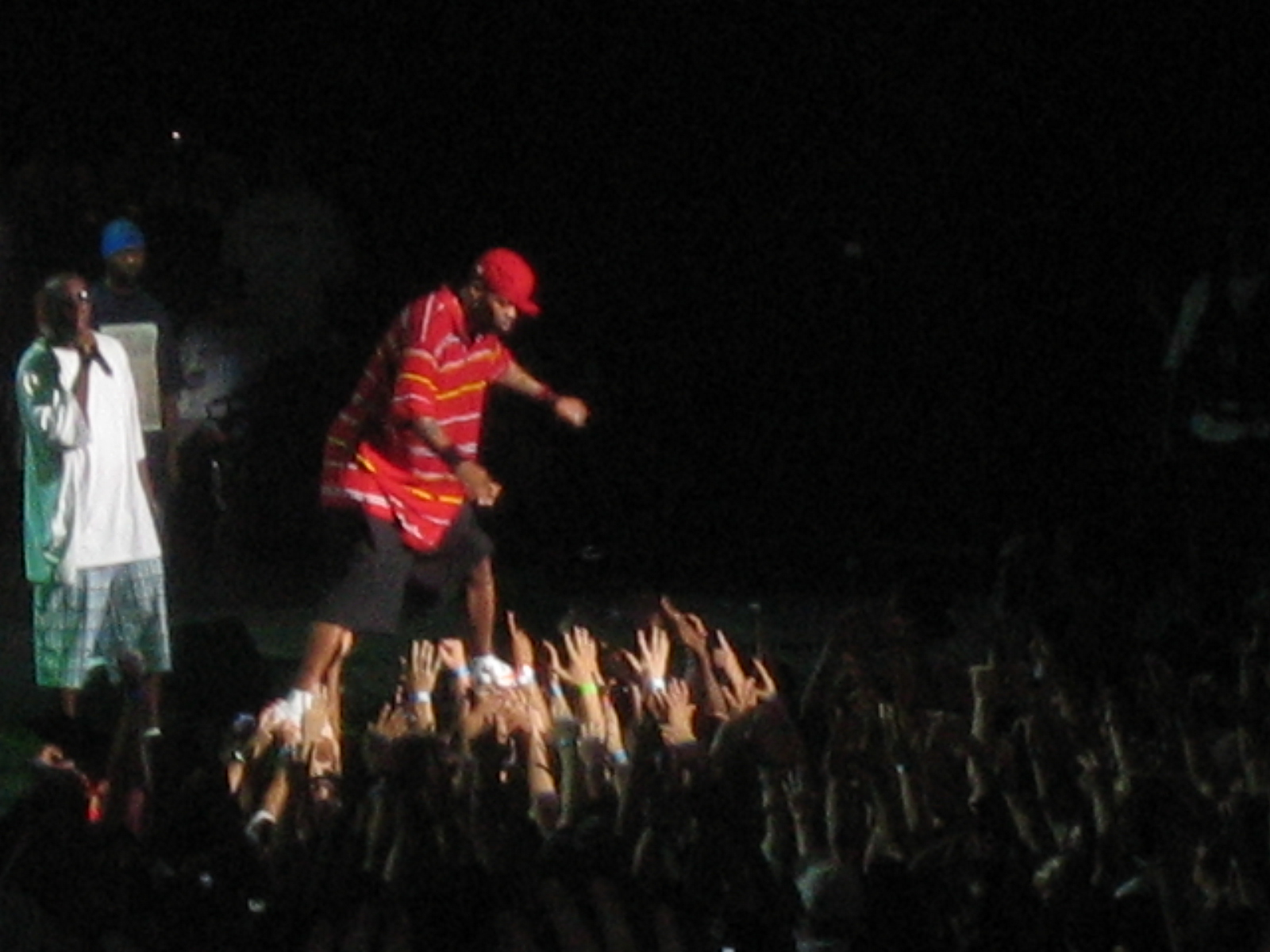
Method Man se preparando para pular na plateia no Tweeter Center durante o Rock the Bells 2007

Stage diving é o ato de saltar do palco de um concerto musical diretamente sobre o público, o que ocasionalmente causa ferimentos graves. Frequentemente é o prelúdio do crowd surfing (surfe na multidão).
Muito antes do termo ser inventado, o stage diving público ocorreu durante o primeiro concerto dos The Rolling Stones na Holanda, no Kurhaus of Scheveningen, em 8 de agosto de 1964.
Diversos músicos tornaram o stage diving parte de sua performance. Jim Morrison foi um dos primeiros artistas conhecidos por saltar na plateia em vários shows. Iggy Pop é frequentemente creditado por popularizar o stage diving no rock popular. Inicialmente visto como um comportamento confrontador e extremo, o stage diving se tornou comum em apresentações de hardcore punk e thrash metal.
No Brasil, erroneamente, muitos o chamam de mosh.

## Riscos e incidentes
O stage diving ocasionalmente causou ferimentos graves. Um exemplo ocorreu quando Peter Gabriel, da banda Genesis, no Friars Club em Aylesbury, em 19 de junho de 1971, pulou do palco ao final da música "The Knife", caindo de mau jeito e quebrando o tornozelo.

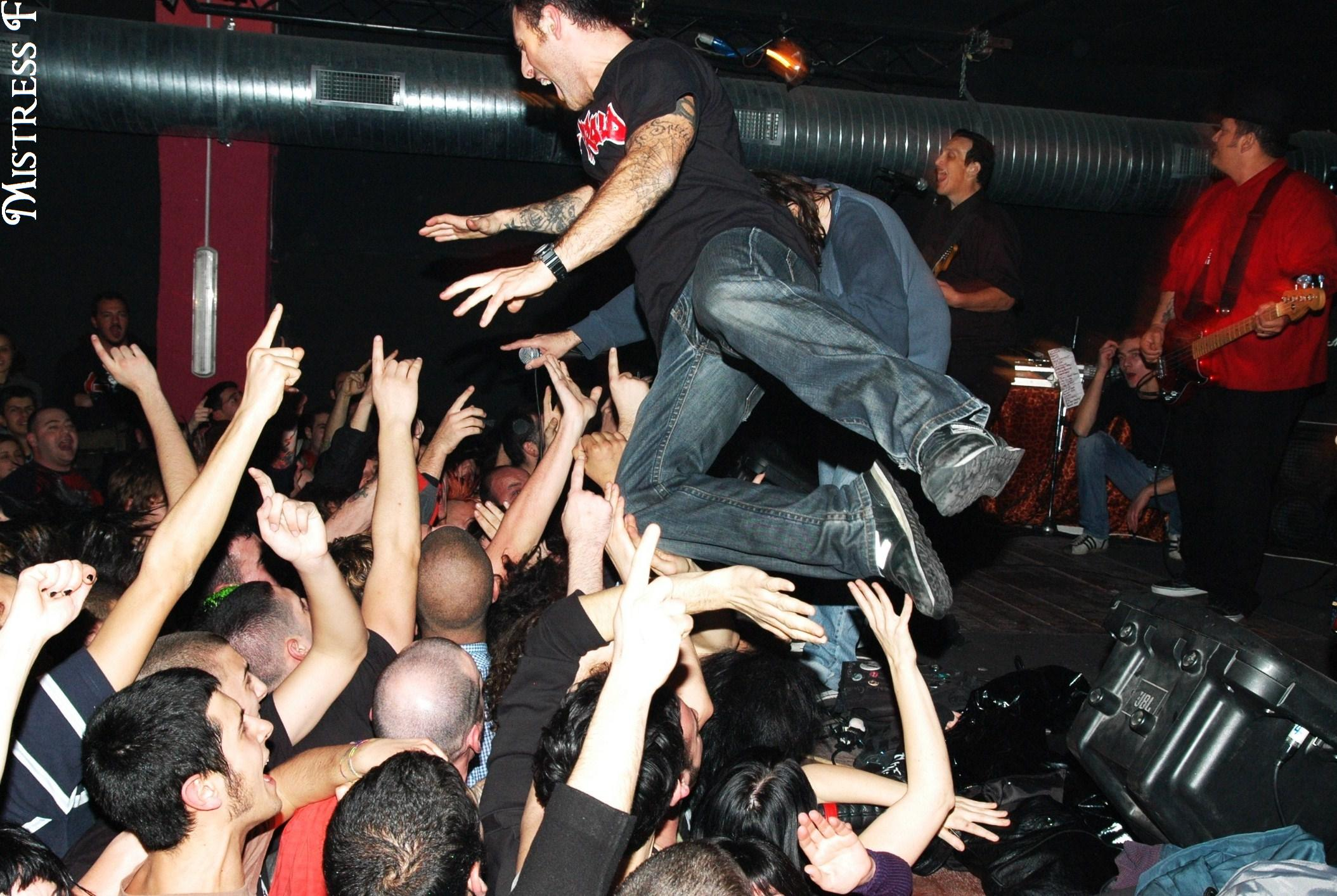
Stage diving em show da banda The Adolescents.

Em 20 de agosto de 2010, Charles Haddon, vocalista da banda inglesa de synthpop Ou Est Le Swimming Pool, morreu por suicídio após uma apresentação no Pukkelpop, na Bélgica, ao saltar de uma torre de telecomunicações na área de estacionamento dos artistas. Haddon teria ficado angustiado por acreditar que havia ferido seriamente uma jovem durante um stage dive anterior.
Em fevereiro de 2014, a juíza federal Jan E. DuBois determinou que a banda Fishbone deveria pagar US$ 1,4 milhão a uma mulher que fraturou o crânio e a clavícula durante um show em 2010 na Filadélfia, quando Angelo Moore pulou do palco e caiu sobre ela.
Outro incidente fatal envolvendo stage diving ocorreu em maio de 2014 na cidade de Nova York, durante uma apresentação da banda de metalcore Miss May I. Embora o fã tenha conseguido sair andando após a queda, o show foi interrompido após ele desmaiar. Ele faleceu no hospital posteriormente.